# Lake Seawolf
Seawolf — американский многоцелевой самолёт-амфибия. Разработан американской фирмой Lake Aircraft, первый полёт совершил в 1994 г. Гидросамолёт предназначен для морского и речного патрулирования.

## Модификации
- LA-250 Renegade — удлинённая гражданская версия с пассажировместимостью 6 человек, оснащённая Lycoming IO-540[англ.]-C4B5.
- LA-250 Seawolf — военная модификация.
- LA-270 Turbo Renegade — Renegade с двигателем Lycoming TIO-540-AA1AD с увеличенной мощностью.
- LA-270 Seafury — Renegade для эксплуатации в морской воде.

## Технические характеристики
- Размах крыла: 11,68 м
- Длина самолёта: 8,64 м
- Высота самолёта: 3,05 м
- Масса:
  - пустого самолёта — 1034 кг
  - максимальная взлётная — 1656 кг
- Тип двигателя: 1 х Lycoming IO-540[англ.] или 1 Lycoming TIO-540
- Мощность: 1 х 250 л.с. или 1 x 270 л.с..
- Крейсерская скорость: 287 км/ч
- Дальность действия: от 1940 км до 2778 км ( 14 часов, 30 мин. резерва)
- Взлётная дистанция:
  - с воды 351 м
  - с земли 671 м
- Экипаж: 2 чел
- Полезная нагрузка: до 5 человек пассажиров, или 2 носилок с сопровождающим или 622 кг груза.

## Аварии и катастрофы
| Дата       | Бортовой номер | Место катастрофы | Жертвы | Краткое описание                                     |
| ---------- | -------------- | ---------------- | ------ | ---------------------------------------------------- |
| 17.05.1986 | N1403A         | Блу-Ривер        | 4/4    | Врезался в гору.                                     |
| 17.07.1986 | N1402X         | Франкфорт        | 0/1    | Авария при заходе на посадку.                        |
| 29.05.1988 | N1405F         | Шафтсбери        | 1/1    | Разбился.                                            |
| 29.09.1991 | N1404X         | Систерс          | 3/4    | При взлёте столкнулся с деревьями.                   |
| 03.10.1992 | N8549Z         | Франклин         | 1/2    | Разбился при посадке на воду.                        |
| 27.04.1995 | AB581          | около Ило        | 3/3    | Разбился из-за отказа двигателя.                     |
| 23.01.1997 | AB580          | Ило              | 3/3    | Обстоятельства неизвестны.                           |
| 04.01.1999 | N14001         | Лакония          | 1/2    | Разбился из-за проблем с двигателем.                 |
| 05.02.2001 | PT-OBI         | Манаус           | 1/1    | Разбился при взлёте.                                 |
| 27.06.2004 | N802RA         | Дип-Ривер        | 0/1    | Совершил жёсткую посадку на воду.                    |
| 18.04.2008 | N14037         | Онондага         | 1/2    | Разбился во время тренировочного полёта.             |
| 11.02.2012 | N84142         | Кальмар          | 0/2    | Перевернулся при посадке на воду.                    |
| 16.10.2012 | C-GZLC         | Пикл-Лейк        | 3/4    | Разбился при посадке в тёмное время суток.           |
| 17.10.2016 | N724ST         | Пуэрто-Плата     | 3/3    | Разбился в море.                                     |
| 27.07.2017 | N1400P         | озеро Виннебаго  | 2/3    | Разбился при взлёте.                                 |
| 27.07.2019 | RA-2895G       | Серпухов         | 2/2    | При посадке столкнулся с проводами ЛЭП и упал в Оку. |

## Интересные факты
2 ноября 1989 года на самолёте был установлен мировой рекорд высоты для одномоторных гидропланов —27 100 футов (около 8200 м).